# Alive or Just Breathing
Alive or Just Breathing är Killswitch Engages andra studioalbum och det gavs ut i maj år 2002. Albumet producerades av Adam Dutkiewicz, gitarrist i KsE, och mixades av Andy Sneap på Backstage Productions i Ripley, Derbyshire UK. Det spelades in på Zing Studios i Westfield, MA, mellan oktober 2001 och februari 2002 i samarbete med Roadrunner Records.
Killswitch Engage bestod här av sångaren Jesse Leach, gitarristerna Joel Stroetzel och Adam Dutkiewicz, basisten Mike D'Antonio och trummisen Tom Gomes. I skivans produktionsskede medverkade dessutom Philip Lebonte från Prosthetic Records, Becka Dutkiewicz och Peter Cortese. Peter Cortese var gitarrist under en kort tid åren 2000-2001 innan han blev pappa och lämnade bandet. Han hann medverka i skrivprocessen på låten Fixation on the Darkness som finns med på skivan.

## Låtlista
1. Numbered Days
2. Self Revolution
3. Fixation on the Darkness
4. My Last Serenade
5. Life to Lifeless
6. Just Barely Breathing
7. To the Sons of Man
8. Temple from the within
9. The Element of One
10. Vide Infra
11. Without a Name
12. Rise Inside

My Last Serenade är den enda låten som det gjordes en musikvideo åt. Den ökade bandets synlighet och kan vara en bidragande faktor till Killswitch Engages officiella genombrott i USA 2004 med deras tredje album The End of Heartache.